# Lostener See
Der Lostener See liegt 1,5 Kilometer nördlich des Schweriner Außensees auf dem Gemeindegebiet von Bad Kleinen im Landkreis Nordwestmecklenburg in Mecklenburg-Vorpommern. 
Das Gewässer wird von Süd nach Nord vom Wallensteingraben durchflossen, der den Schweriner See mit der Wismarer Bucht verbindet. Am Ufer befindet sich hauptsächlich dichtes Gehölz. Am Westufer verläuft die Bahnstrecke Bad Kleinen–Wismar. Direkt zugängliche Stellen liegen am Ostufer. Röhrichte sind vereinzelt am Süd- und Nordufer vorhanden.
Die Verbindung zum Schweriner See wurde ab 1531 mit dem Ziel der Schiffbarmachung künstlich angelegt. Ein Steffine genannter und in Richtung Ostsee entwässernder Bach war ursprünglich bereits vorhanden.